# Siegfried Wendt (Informatiker)

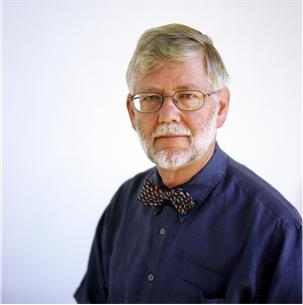
Siegfried Wendt

Siegfried Wendt (* 1940 in Hornberg im Schwarzwald) ist ein deutscher Informatiker und Emeritus am Hasso-Plattner-Institut an der Universität Potsdam, welches er ab 1998 als dessen Gründungsdirektor aufbaute. Er entwickelte Fundamental Modeling Concepts (FMC), eine Methodik zur Kommunikation über komplexe Softwaresysteme, die heute zur Modellierung softwareintensiver Systeme verwendet wird.

## FMC: Fundamental Modeling Concepts
Seit Ende der 1970er Jahre wurden die Grundlagen der Fundamental Modeling Concepts (FMC) von Siegfried Wendt und seinen Mitarbeitern und Studenten an der Universität Kaiserslautern entwickelt. Am Hasso-Plattner-Institut an der Universität Potsdam wurden diese Konzepte zunächst unter dem Namen SPIKES (Structured Plans for Improving Knowledge Transfer in Engineering of Systems) gelehrt, bevor sie im Jahre 2001 den Namen FMC (Fundamental Modeling Concepts) erhielten.

## Leben
Siegfried Wendt studierte Elektrotechnik mit dem Schwerpunkt Nachrichtentechnik an der Technischen Hochschule Karlsruhe.
Bis 1969 war er dort als wissenschaftlicher Assistent tätig und promovierte 1968 mit einer Arbeit über künstliche neuronale Netze. 1969 wurde er Assistant Professor an der State University of New York in Buffalo, USA und folgte 1972 einem Ruf an die Universität Hamburg. Dort vertrat er bis 1975 das Gebiet Technische Informatik. Danach ging er an die Universität Kaiserslautern,  wo er bis 1999 als Professor für Digitale Systeme im Fachbereich Elektrotechnik tätig war.
Ab 1990 war er persönlicher Berater des damaligen Vorstandssprechers der SAP AG, Hasso Plattner. Dieser beauftragte ihn 1998 mit der Geschäftsführung des in Potsdam aufzubauenden Instituts für Softwaresystemtechnik. Im Rahmen dieser Gründungsaktivität wurde Wendt 1999 an die Universität Potsdam berufen. Er ist Mitbegründer der 2003 gestarteten PLAN S GmbH (heute Arcway AG) und sitzt seit 2006 im Aufsichtsrat des Potsdamer Software- und IT-Dienstleisters Intervista AG.